# Benjamin Rush
Benjamin Rush, född 4 januari 1746 i Philadelphia County, död 19 april 1813 i Philadelphia, var en amerikansk läkare och filantrop. 
Han studerade i Europa, blev professor 1769 i kemi och 1789 i medicin vid Medical College i Philadelphia. Rush stiftade 1774 den första föreningen för slaveriets avskaffande i USA och var på kongressen 1776 ombud för Pennsylvania samt en av oavhängighetsförklaringens undertecknare samma år. Han var även en mångsidig författare.

## Biografi

### Tidiga år, utbildning
Benjamin Rush var fjärde son av sju barn till John Rush och Susanna Hall. Familjens förfäder kom från Storbritannien och levde på en plantage utanför Philadelphia. Fadern var smed och dog 1751, modern hade en lanthandel och försörjde ensam familjen. 
När Benjamin var åtta år skickades han till en släkting och fick en bra skolutbildning. År 1760 blev han Filosofie kandidat vid College of New Jersey. Han flyttade till Philadelphia och började praktisera som sjukskötare. Han fick kontakt med John Redman som såg Rushs potential och uppmanade honom att läsa medicin vid Edinburghs universitet. Efter en läkarexamen reste Rush runt i Europa och träffade Benjamin Franklin och de blev vänner för livet.

### Philadelphia, året 1776
Rush återvände till Philadelphia 1769 och öppnade en läkarmottagning. Han fick också en tjänst som professor i kemi vid College of Philadelphia. Rush skrev en artikel om det orättfärdiga i slavhandeln och var med och grundade det första sällskapet för slaveriets avskaffande i USA. Han gick med i den hemliga revolutionära rörelsen Sons of Liberty och han inspirerade Thomas Paine som 1776 skrev pamfletten Common Sense.
Den 11 januari gifte sig Rush med Julia Stockton från New Jersey. I juni blev han medlem av Pennsylvanias Provincial Congress som stödde självständighet för USA. En månad senare deltog han i Kontinentalkongressen.

### Frihetskriget
Rush var med då Washingtons armé korsade Delawarefloden och anföll den engelska hessiska garnisonen i Trenton, New Jersey.
I april 1777 utsågs Rush till militärläkare i kontinentalarmén. Han fann att militärsjukvården var i dåligt skick och anklagade Generalläkaren i ett brev till Washington. Det ledde till en konflikt och Rush blev tvungen att säga upp sin tjänst i armén.
Frihetskriget upphörde 1783 och ett statsförbund bildades av de 13 kolonierna som deltagit i kontinentalkongressen. USA:s konstitution antogs den 17 september 1787 och George Washington valdes till president 1789.

### Den nya republiken

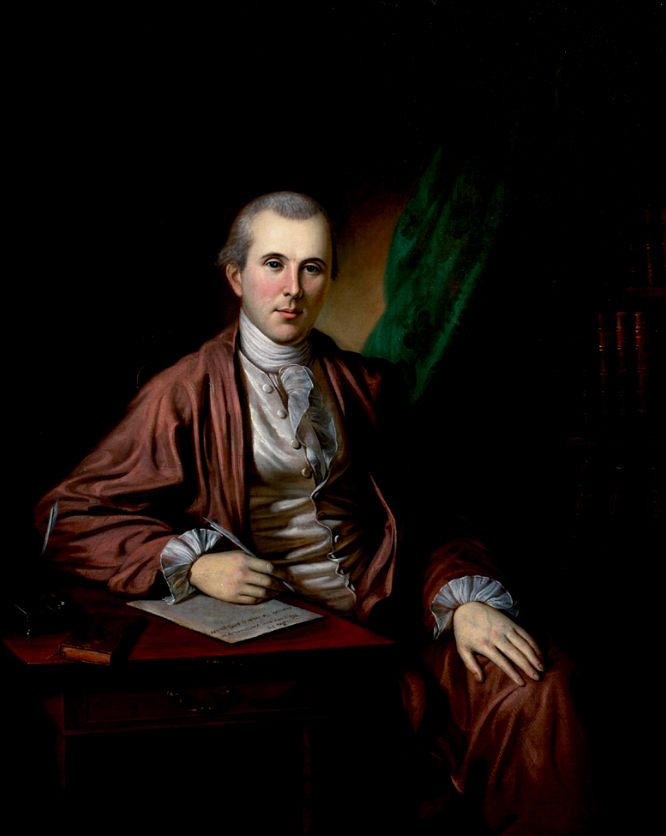
Benjamin Rush Painting by Peale 1783

Efter kriget återvände Rush till sin medicinska praktik och undervisade vid University of Pennsylvania. Sammanlagtt undervisade Rush 3 000 medicinstudenter, läkare.
1793 föreslog han att ett fredsdepartement skulle inrättas i den  federala regeringen vid sidan av försvarsdepartementet för att främja och bevara freden.
Han invaldes som utländsk ledamot av Vetenskapsakademien i Stockholm 1794.

## Betydelse
Rush var den förste, som (1809) hävdade att alkoholismen är en sjukdom och att alkoholisterna därför var i behov av vård på för detta ändamål särskilt inrättade anstalter. Denna uppfattning vann dock endast långsamt anhängare och realiserades i USA första gången genom anläggandet av Washingtonian Home 1857.